# Cama incendiada
Cama incendiada es el noveno álbum de estudio y décimo primero en general de la banda de rock pop mexicana Maná. Fue lanzado a la venta el 21 de abril de 2015. El primer sencillo llamado «Mi verdad» cuenta con la colaboración de la cantante colombiana Shakira. El 10 de junio de 2015 comenzó el Cama incendiada tour, en San Diego, Estados Unidos. El álbum fue comprado en preventa 30 000 veces.

## Antecedentes
A finales de junio de 2014, la banda publicó mediante su cuenta oficial de Facebook, Twitter e Instagram los detalles previos al comienzo de la grabación del álbum. El 30 de junio de 2014 comenzó oficialmente la grabación y finalizó el 26 de febrero de 2015. A partir del 12 de marzo de 2015, la banda comenzó una dinámica la cual consistía en buscar códigos en las diferentes redes sociales, con la finalidad de obtener a 10 finalistas quien estuvieron en un hangout con la banda y donde se reveló la portada del álbum. Así mismo dentro de la dinámica se fueron revelando los títulos de las canciones del disco. El 21 de marzo se revelaron en las diferentes plataformas digitales de la banda la portada del álbum.

## Promoción
La promoción del álbum comenzó oficialmente el 24 de marzo en Guadalajara, México. En un set recreando una habitación en cenizas. La banda comentó que en el álbum regresarían a sonidos latinoamericanos como en sus inicios, así como sonidos Funk y Reggae. El álbum contiene un cover de Los tigres del norte llamado "Somos más americanos" dedicado para todas aquellas personas que cruzan ilegalmente la frontera de México para llegar a Estados Unidos. Haciendo énfasis en su compromiso por las causas sociales y la naturaleza. La banda realizó un hangout el día del lanzamiento del álbum. Un día antes del lanzamiento del álbum la banda puso a la descarga digital gratuita la canción "La prisión"

## Recepción
El álbum fue comprado en preventa 30,000 veces. Con el álbum, la banda obtuvo su octavo disco en llegar al número de álbumes latinos en Billboard, vendiendo a su vez 21,000 unidades.  Alcanzó el primer lugar en ventas físicas y digitales en países como México, Estados Unidos, España, Argentina, Ecuador y gran parte de Latinoamérica.

## Sencillos

### Mi verdad
A finales de noviembre de 2014, Fher confirmó el primer sencillo titulado "Mi verdad" teniendo la colaboración de la cantautora colombiana Shakira, mientras se encontraban en la filmación del vídeo musical del mismo en Barcelona, España. En enero de 2015, el vídeo fue estrenado simultáneamente en Estados Unidos, Argentina, España y México frente a un grupo selecto de fanes. Finalmente el 9 de febrero, tanto el vídeo con la letra como el vídeo oficial fueron lanzados en Youtube. Y un día después, el 10 de febrero puesto a la venta, mediante plataformas digitales. El vídeo fue grabado en una antigua bodega de vinos a las afuera de Barcelona, bajo la dirección de Jaume de la Iguana. Fue producido por George Noriega y Fernando Olvera. Tras su primera semana de lanzamiento, la canción se colocó en el primer lugar de las listas de Billboard Hot Latin Songs Latin Airplay, Latin Digital Songs y Latin Pop Digital Songs. Además se colocó como la canción español número 1 de Itunes en Estados Unidos, Colombia, México, España y Argentina.

### La prisión
El 21 de abril durante el hangout, Fher confirmó a "La prisión" como el segundo sencillo del álbum. El 6 de mayo se confirmó la filmación del vídeo oficial. El 26 de mayo se estrenó el videoclip, cuya grabación se realizó en locaciones naturales de Los Ángeles, California, y en el Desierto de Mojave en Estados Unidos, bajo la dirección de Pablo Croce (quien ha trabajado con Maná nueve veces), donde cuenta una historia de amor y desamor de una mujer que tiene visiones de su situación, que son representados como espejismos en el desierto.

## Canciones
La lista de canciones oficial fueron confirmados por Amazon e iTunes

### CD
| Lista de canciones |                           |                     |                              |          |  |
| N.º                | Título                    | Letras              | Música                       | Duración |  |
| 1.                 | «Adicto a tu amor»        | Fher Olvera         | Fher Olvera · George Noriega | 4:04     |  |
| 2.                 | «La cama incendiada»      | Fher Olvera         | Fher Olvera · George Noriega | 4:36     |  |
| 3.                 | «La prisión»              | Fher Olvera         | Fher Olvera · George Noriega | 4:18     |  |
| 4.                 | «Ironía»                  | Fher Olvera         | Fher Olvera · George Noriega | 5:16     |  |
| 5.                 | «Peligrosa»               | Sergio Vallín       | Sergio Vallín                | 3:45     |  |
| 6.                 | «Mi verdad» (con Shakira) | Fher Olvera         | Fher Olvera · George Noriega | 4:32     |  |
| 7.                 | «Suavecito»               | Fher Olvera         | Fher Olvera · George Noriega | 5:08     |  |
| 8.                 | «La telaraña»             | Fher Olvera         | Fher Olvera · George Noriega | 4:25     |  |
| 9.                 | «Electrizado»             | Fher Olvera         | Álex González                | 3:33     |  |
| 10.                | «Somos más americanos»    | Enrique M. Valencia | Enrique M. Valencia          | 3:48     |  |
| 11.                | «La telaraña» (Remix)     | Fher Olvera         | Fher Olvera · George Noriega | 4:22     |  |
| 47:48              |                           |                     |                              |          |  |

## Reconocimientos

### Álbum
| Año  | Reconocimiento             | País           | Posición | Referencia |
| ---- | -------------------------- | -------------- | -------- | ---------- |
| 2015 | Schweizer Hitparade        | Suiza          | 72       | [ 45 ]     |
| 2015 | Billboard (Top 200 Albums) | Estados Unidos | 15       | [ 46 ]     |
| 2015 | Billboard (Latin Albums)   | Estados Unidos | 1        | [ 47 ]     |
| 2015 | Billboard (Top Rock Album) | Estados Unidos | 2        | [ 48 ]     |
| 2015 | Spanish Charts             | España         | 1        | [ 49 ]     |
| 2015 | Top 100 México             | México         | 1        | [ 50 ]     |

### Sencillos
| Año  | Canción     | Reconocimiento                 | País                 | Posición | Referencia |
| ---- | ----------- | ------------------------------ | -------------------- | -------- | ---------- |
| 2015 | «Mi verdad» | National Report                | Colombia             | 5        | [ 51 ]     |
| 2015 | «Mi verdad» | Monitor latino                 | Colombia             | 8        | [ 52 ]     |
| 2015 | «Mi verdad» | Monitor latino                 | República Dominicana | 3        | [ 53 ]     |
| 2015 | «Mi verdad» | Billboard                      | México               | 5        | [ 54 ]     |
| 2015 | «Mi verdad» | Spanish Charts                 | España               | 2        | [ 55 ]     |
| 2015 | «Mi verdad» | Bubbling Under Hot 100 Singles | Estados Unidos       | 19       | [ 56 ]     |
| 2015 | «Mi verdad» | Hot Latin Songs                | Estados Unidos       | 1        | [ 57 ]     |
| 2015 | «Mi verdad» | Latin Pop Songs                | Estados Unidos       | 1        | [ 58 ]     |
| 2015 | «Mi verdad» | Tropical Airplay               | Estados Unidos       | 3        | [ 59 ]     |

## Certificaciones del álbum
| País           | organismo certificador                               | Certificación | Ventas certificadas |
| -------------- | ---------------------------------------------------- | ------------- | ------------------- |
| México         | AMPROFON                                             | Oro           | 30 000              |
| Estados Unidos | RIAA                                                 | Platino       | 60 000              |
| España         | PROMUSICAE                                           | Oro           | 20 000              |
| Chile          | Federación Internacional de la Industria Fonográfica | Oro           | 5 000               |